# Angsanah
Angsanah is een bestuurslaag in het regentschap Pamekasan van de provincie Oost-Java, Indonesië. Angsanah telt 4926 inwoners (volkstelling 2010).